# CG-1
La CG-1 (Carretera General 1) és una carretera de la Xarxa de Carreteres d'Andorra que comunica la capital del principat, Andorra la Vella amb la capital urgellenca de la Seu d'Urgell. Els treballadors de FHASA van contribuir a la seua construcció. També és anomenada Carretera d'Espanya.
Al límit parroquial entre Andorra la Vella i Escaldes-Engordany, a la intersecció amb el Carrer de la Unió, hi ha ubicat el km 0 de la CG-1 i la CG-2.
És l'única carretera del Principat dotada d'un carril prioritari pel transport públic regular.

## Història
Oberta al trànsit d'automòbils el 1913, la carretera s'anomenà N-1 entre 1960 i 1994.

### CG-1a
La CG-1a (Carretera General 1a) és una petita carretera general d'Andorra que uneix Santa Coloma amb La Margineda a la parròquia d'Andorra la Vella. L'Agència de Mobilitat i Explotació de Carreteres (AMEC), és la responsable d'aquest eix.
Aquesta carretera correspon a l'antic recorregut de la carretera CG-1 abans de la construcció del Pont de Madrid. Es va classificar a la carretera principal el 2016.

## Recorregut

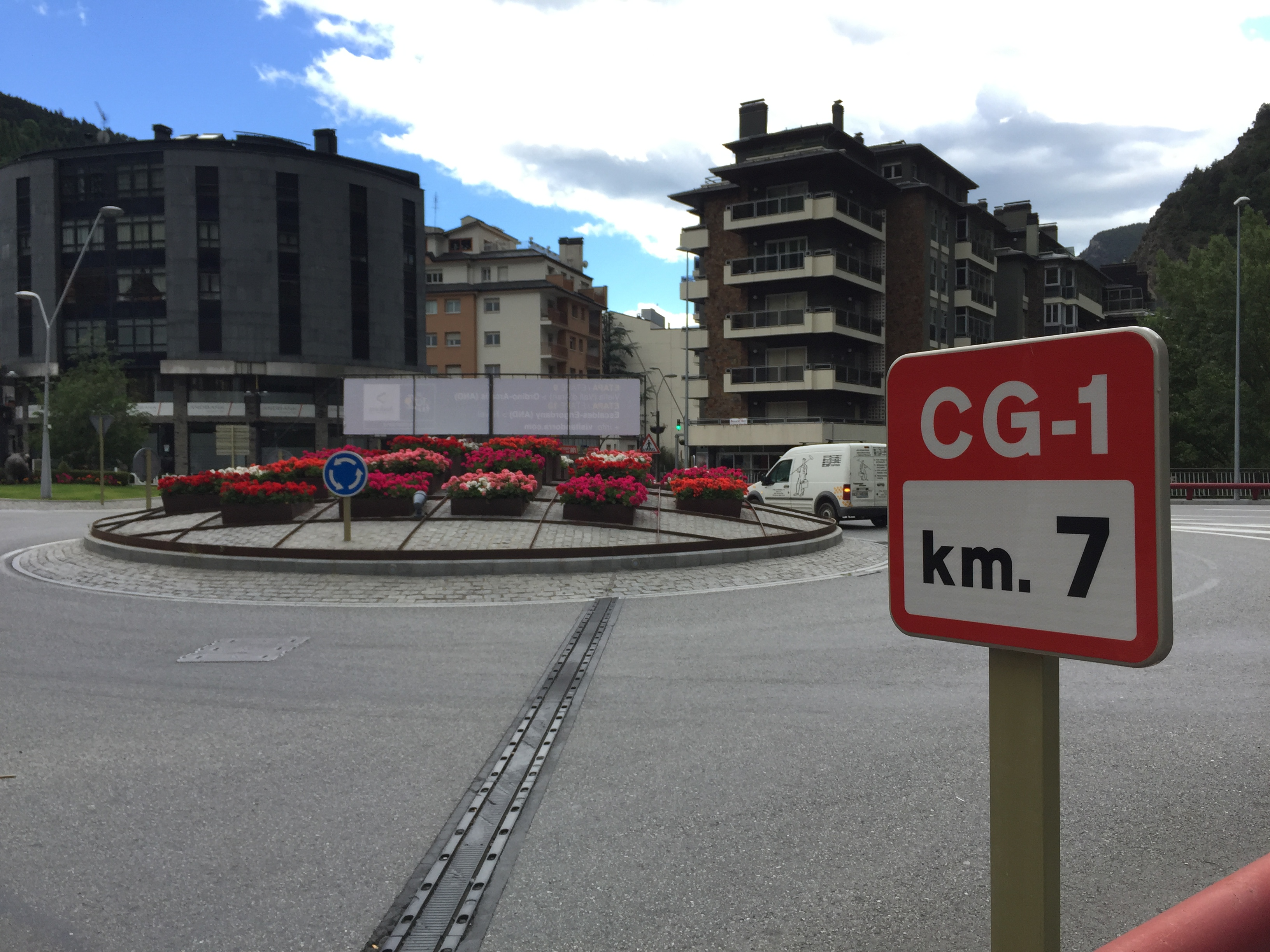
CG-1 al seu pas per Sant Julià de Lòria

Aquesta carretera enllaça la capital del principat, Andorra la Vella amb la Farga de Moles, passant al seu recorregut per la població andorrana de Sant Julià de Lòria. La seua continuació en territori urgellenc, rep el nom de N-145, que la comunica amb la població de la Seu d'Urgell. Lo fi de la carretera és la Frontera Catalunya-Andorra.

### Avinguda de Salou
La Carretera General a Andorra la Vella, des del carrer Verge del Remei fins a l'avinguda de Tarragona on parteix la carretera de la Comella i la Baixa del Molí, rep la denominació d'avinguda de Salou.

### Avinguda de Tarragona
La Carretera General a la part més urbana al seu pas per Andorra la Vella, des de l'avinguda de Salou on parteix la carretera de la Comella i la Baixa del Molí fins a la CG-2, rep la denominació d'avinguda de Tarragona. S'hi troben els grans magatzems Andorra 2000.

### Avinguda de Meritxell
Paral·lelament a la CG-1 hi ha l'Avinguda de Meritxell.

## Trajectòria
| Tipus de Sortida | Direcció de la sortida                  | Carretera que hi enllaça   | Qm  |
| ---------------- | --------------------------------------- | -------------------------- | --- |
| Sortida          | La Seu d'Urgell (Catalunya)             | N-145                      | 11  |
| Sortida          | Zona Duana (Duana de La Farga de Moles) | Frontera Catalunya-Andorra | 10  |
| Sortida          | Rotonda, Estació Depuradora Sud         |                            |     |
| Sortida          | Punt de Trobada (Centre Comercial)      |                            |     |
| Sortida          | Centre Comercial River Andorra          |                            | 9   |
|                  |                                         |                            | 8   |
|                  | Fontaneda / La Moixella                 | CS-140                     | 7   |
|                  | Aubinyà / Juberri                       | CS-130                     | 6   |
|                  | Certers                                 | CS-120                     | 6   |
|                  | Sant Julià de Lòria                     |                            | 6   |
|                  |                                         |                            | 5   |
| Sortida          | Aixovall / Bixessarri / Os de Civís     | CG-6                       | 5   |
| Sortida          | Pont de la Margineda                    |                            | 4   |
|                  |                                         |                            | 3   |
|                  | Avinguda d'Enclar (Santa Coloma)        | CS-100                     | 2,5 |
|                  | Santa Coloma                            |                            | 2   |
| Sortida          | La Comella                              | CS-101                     | 1   |
| CG-1             | Andorra la Vella                        | CG-2 CG-3                  | 0   |